# Перипл Понта Евксинського (Арріан)

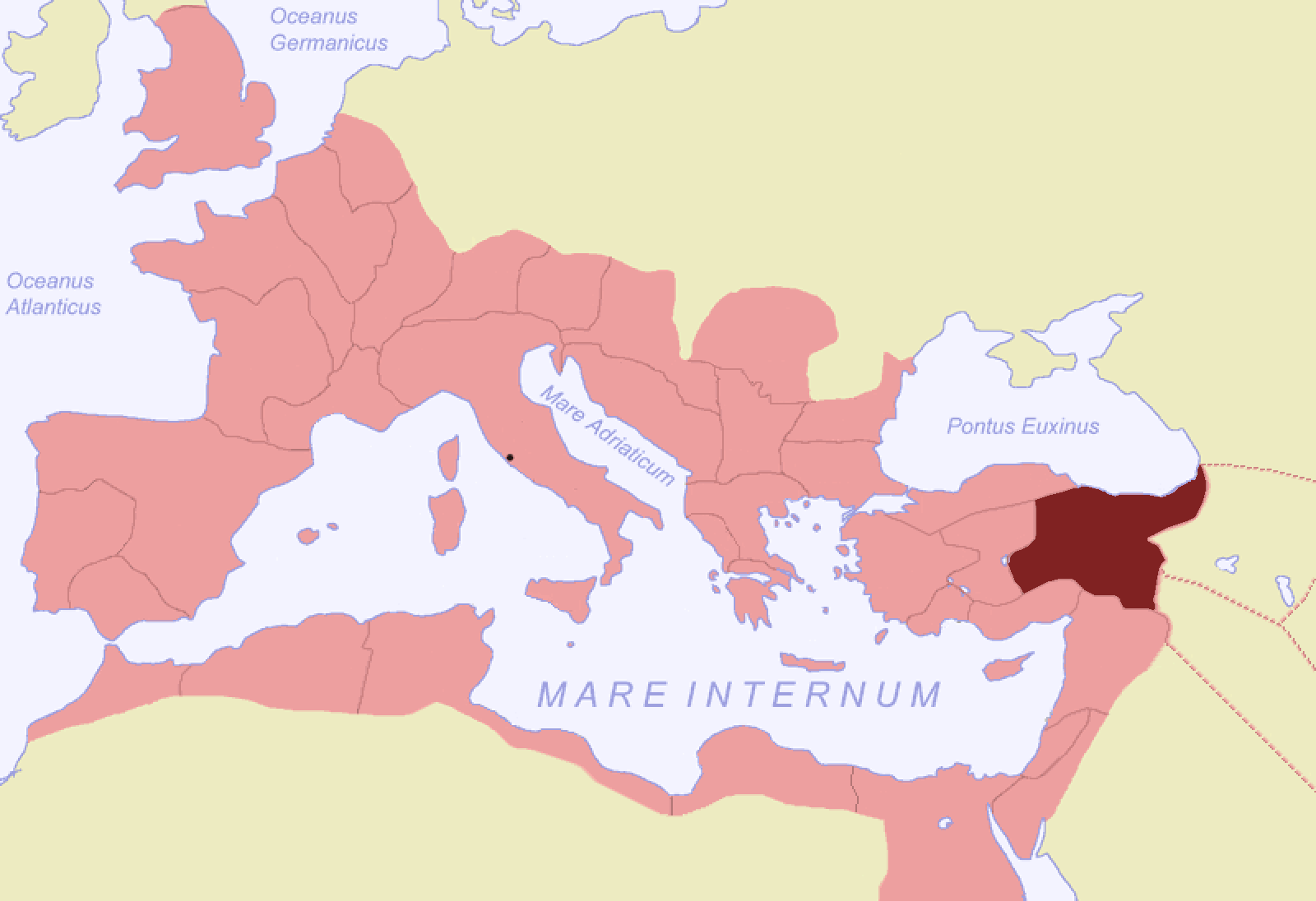
Римська провінція Каппадокія на березі Понту Евксинського, де Арріан був губернатором й звідки вирушав у подорож Чорним морем

Перипл Понта Евксинського («Об'їзд Чорного моря») — грецький географічний твір, або перипл. Його автор Флавій Арріан, легат імператора Адріана, який правив Каппадокією, здійснив плавання Чорним морем у першій половині 130-х років (можливо, 134 року ) та описав його в книзі, оформленій як лист до імператора Адріана, який сам цікавився географією й об'їхав багато провінцій Римської імперії.

## Короткий опис
Твір відомий в єдиному Палатинському рукопису X ст. На думку істориків, твір зберігся не повністю, бо Прокопій  і Лев Диякон  посилаються на втрачені частини праці Арріана .
Арріан у своєму творі хотів подати імператорові точні відомості про населенні пункти, гавані та відстані між ними на випадок організації Адріаном військової експедиції у цей регіон. Наводяться назви міст, поселень та інших пунктів на узбережжі та відстані в стадіях між ними. Вважається, що стадій Арріана дорівнює 157 м .
Опис плавання самого Арріана починається з Трапезунта (нині Трабзон) та доходить до Себастополіса (раніше Діоскуріада, нині Сухумі) (§ 4-16). Друга частина містить опис південного узбережжя моря від Візантія до Трапезунта (§ 17-24) Третя частина перипла (§ 27-37), що складена за літературними джерелами, описує плавання від Себастополіса до Візантії (тобто описуються північно-східне, північне та західне узбережжя моря).
Уже в першій фразі згадано ім'я Ксенофонта, літературний стиль якого служив орієнтиром для Арріана. В ході викладу він посилається на деяких письменників: Ксенофонта (§ 1, 15, 17, 19, 21, 23), Гомера (§ 5, 10, 34), Геродота (§ 22, 27), Есхіла (§ 29), але власне географічні джерела праці не називає. Однак Арріан, безперечно, використовував більш ранні перипли, які частково втратили актуальність до його часу.
Арріан переказує деякі міфи: «Сліди» міфу про аргонавтів: могила Апсірт (§ 7), якір корабля Арго (§ 11), вершина, до якої був прикутий Прометей (§ 16). Докладна оповідь про острів Левка (нині Зміїний), де знаходилося святилище Ахілла (§ 32-34). Він згадує статую богині з левами (яку ототожнюють з Реєю, тобто Кібелою), що знаходилася біля гирла Фасису (§ 11), описує храм Зевса Урія (§ 17).
Наводяться деякі військові деталі: гавань Трапезунта (§ 1), гавань Гісса (§ 4), фортеця на Фасісі (§ 12); відомості про народи Східного Причорномор'я та імена їхніх правителів (§ 15, 27). Також описується буря на морі (§ 5) і властивості води у Фасісі (§ 10).
О. Д. Лордкіпанідзе називає твір Арріана «найважливішим джерелом для римського періоду історії Колхіди» . Частина імені та титулу Арріана збереглася у знайденому в 1896 р. у Сухумі фрагменті присвятного напису .

### Переклади
- французький переклад з видання 1860 [Архівовано 18 січня 2014 у Wayback Machine.]
- У серії «Collection Budé» (текст та французький переклад) : Arrien. Périple du Pont-Euxin. Texte établi et traduit par A. Silberman. 2e tirage 2002. XLVII, 96 p. ISBN 978-2-251-00446-4
- Арриана Перипл Понта Евксинского. / Пер. А. Фабра. Одесса. 1836. 49 стр.
- Объезд Эвксинского Понта. / Пер. П. И. Прозорова [Архівовано 27 травня 2013 у Wayback Machine.]. // Известия древних писателей о Скифии и Кавказе, сост. В. В. Латышева. // Вестник древней истории. 1948. № 1. С. 265—275. (С. 391—401 (С. 391 — 401 за наскрізною нумерацією зібрання Латишева). У перекладі зроблено деякі скорочення.

### Дослідження
- Rennell, James (1831), An Examination of Arrian's Periplus of the Euxine Sea, A Treatise on the Comparative Geography of Western Asia, Accompanied with an Atlas of Maps, London: Printed for C.J.G. & F. Rivington: 271, архів оригіналу за 17 лютого 2017, процитовано 11 вересня 2013 OCLC 5621482.
- Агбунов М. В. Античная лоция Чёрного моря / Отв. редакторы: д-р истор. наук И. Т. Кругликова, д-р географ. наук Н. А. Хотинский. — М., Наука, 1987. — 160 с. — 64.000 экз. (Серія: «Страны и народы»). (в примітках: Агбунов 1987)
- Агбунов М. В. Античная география Северного Причерноморья. — М., Наука, 1992. — 240 с. — 10.000 экз. (Страницы истории нашей Родины) — ISBN 5-02-005860-2.